# داشلی تپه (اشی تپه)
داشلی تپه (اشی تپه) مربوط به سدهٔ ۶ و ۷ ه.ق است و در شهرستان زنجان، روستای مهرآباد واقع شده و این اثر در تاریخ ۱۹ اردیبهشت ۱۳۵۶ با شمارهٔ ثبت ۱۳۸۵ به‌عنوان یکی از آثار ملی ایران به ثبت رسیده است.